# Ivan Mesík
Ivan Mesík (Banská Bystrica, 1º giugno 2001) è un calciatore slovacco, difensore dell'Heracles Almelo.

## Caratteristiche tecniche
È un difensore centrale.

## Carriera

### Club
Cresciuto nel settore giovanile del Dukla B.B., ha esordito tra i professionisti con lo Spartak Trnava il 18 maggio 2019, disputando l'incontro del campionato slovacco vinto 1-0 contro il Nitra.
Nel gennaio del 2020 è stato acquistato dal Nordsjælland.
Il 5 gennaio 2023 viene acquistato a titolo definitivo dal Pescara.
Il 5 giugno 2024 firma un contratto quadriennale con l'Heracles Almelo, con decorrenza dal 1° luglio seguente.

### Nazionale
Il 20 marzo 2025 esordisce in nazionale maggiore nel pareggio interno per 0-0 in Nations League contro la Slovenia.

## Statistiche

### Presenze e reti nei club
Statistiche aggiornate al 12 maggio 2024.
| Stagione              | Squadra               | Campionato            | Campionato | Campionato | Coppe nazionali | Coppe nazionali | Coppe nazionali | Coppe continentali | Coppe continentali | Coppe continentali | Altre coppe | Altre coppe | Altre coppe | Totale | Totale |
| Stagione              | Squadra               | Comp                  | Pres       | Reti       | Comp            | Pres            | Reti            | Comp               | Pres               | Reti               | Comp        | Pres        | Reti        | Pres   | Reti   |
| --------------------- | --------------------- | --------------------- | ---------- | ---------- | --------------- | --------------- | --------------- | ------------------ | ------------------ | ------------------ | ----------- | ----------- | ----------- | ------ | ------ |
| 2018-2019             | Spartak Trnava        | SL                    | 1          | 0          | CS              | -               | -               | -                  | -                  | -                  | -           | -           | -           | 1      | 0      |
| 2019-gen. 2020        | Spartak Trnava        | SL                    | 16         | 1          | CS              | 3               | 1               | UEL                | 3                  | 0                  | SC          | 1           | 0           | 23     | 2      |
| Totale Spartak Trnava | Totale Spartak Trnava | Totale Spartak Trnava | 17         | 1          |                 | 3               | 1               |                    | -                  | -                  |             | 1           | 0           | 24     | 2      |
| gen-giu. 2020         | Nordsjælland          | SL                    | 11         | 0          | CD              | -               | -               | -                  | -                  | -                  | -           | -           | -           | 11     | 0      |
| 2020-2021             | Nordsjælland          | SL                    | 27         | 0          | CD              | -               | -               | -                  | -                  | -                  | -           | -           | -           | 27     | 0      |
| Totale Nordsjaelland  | Totale Nordsjaelland  | Totale Nordsjaelland  | 38         | 0          |                 | 0               | 0               |                    | -                  | -                  |             | -           | -           | 38     | 0      |
| ago.-dic. 2021        | Stabæk                | ES                    | 12         | 1          | CN              | 1               | 0               | -                  | -                  | -                  | -           | -           | -           | 13     | 1      |
| dic. 2021 -ago. 2022  | Odd                   | ES                    | 0          | 0          | CN              | 1               | 0               | -                  | -                  | -                  | -           | -           | -           | 1      | 0      |
| ago.- gen. 2023       | Odd                   | ES                    | 10         | 0          | CN              | 2               | 0               | -                  | -                  | -                  | -           | -           | -           | 12     | 0      |
| Totale Odd            | Totale Odd            | Totale Odd            | 10         | 0          |                 | 3               | 0               |                    | -                  | -                  |             | -           | -           | 13     | 0      |
| gen.-giu. 2023        | Pescara               | C                     | 9+4        | 0          | CI-C            | -               | -               | -                  | -                  | -                  | -           | -           | -           | 13     | 0      |
| 2023-2024             | Pescara               | C                     | 31+2       | 0          | CI+CI-C         | 1+1             | 0               | -                  | -                  | -                  | -           | -           | -           | 35     | 0      |
| Totale Pescara        | Totale Pescara        | Totale Pescara        | 40+6       | 0          |                 | 2               | 0               |                    | -                  | -                  |             | -           | -           | 48     | 0      |
| Totale carriera       | Totale carriera       | Totale carriera       | 123        | 2          |                 | 9               | 1               |                    | 3                  | 0                  |             | 1           | 0           | 136    | 3      |

### Cronologia presenze e reti in nazionale
| Cronologia completa delle presenze e delle reti in nazionale ― Slovacchia | Cronologia completa delle presenze e delle reti in nazionale ― Slovacchia | Cronologia completa delle presenze e delle reti in nazionale ― Slovacchia | Cronologia completa delle presenze e delle reti in nazionale ― Slovacchia | Cronologia completa delle presenze e delle reti in nazionale ― Slovacchia | Cronologia completa delle presenze e delle reti in nazionale ― Slovacchia | Cronologia completa delle presenze e delle reti in nazionale ― Slovacchia | Cronologia completa delle presenze e delle reti in nazionale ― Slovacchia |
| Data                                                                      | Città                                                                     | In casa                                                                   | Risultato                                                                 | Ospiti                                                                    | Competizione                                                              | Reti                                                                      | Note                                                                      |
| ------------------------------------------------------------------------- | ------------------------------------------------------------------------- | ------------------------------------------------------------------------- | ------------------------------------------------------------------------- | ------------------------------------------------------------------------- | ------------------------------------------------------------------------- | ------------------------------------------------------------------------- | ------------------------------------------------------------------------- |
| 20-3-2025                                                                 | Bratislava                                                                | Slovacchia                                                                | 0 – 0                                                                     | Slovenia                                                                  | UEFA Nations League 2024-2025 - Play-off                                  | -                                                                         | 46’                                                                       |
| 23-3-2025                                                                 | Lubiana                                                                   | Slovenia                                                                  | 1 – 0 dts                                                                 | Slovacchia                                                                | UEFA Nations League 2024-2025 - Play-off                                  | -                                                                         | 118’                                                                      |
| 7-6-2025                                                                  | Candia                                                                    | Grecia                                                                    | 4 – 1                                                                     | Slovacchia                                                                | Amichevole                                                                | -                                                                         | 76’                                                                       |
| Totale                                                                    |                                                                           | Presenze                                                                  | 3                                                                         |                                                                           | Reti                                                                      | 0                                                                         |                                                                           |